# Pteris yamatensis
Pteris yamatensis är en kantbräkenväxtart som först beskrevs av Tag., och fick sitt nu gällande namn av Tag. Pteris yamatensis ingår i släktet Pteris och familjen Pteridaceae. Inga underarter finns listade.